# Лису (язык)
Лису (ꓡꓲ-ꓢꓴ) — язык народа лису, относящийся к лоло-бирманской ветви тибето-бирманских языков. Распространён главным образом на юго-западе Китая, преимущественно в провинции Юньнань, в меньшей степени — на юго-западе провинции Сычуань, а также на севере Мьянмы, в Таиланде, Индии и Лаосе.

## Численность и распространение
Общее число носителей (родной язык) — около 723 тысяч человек (1999), по оценкам Дэвида Брэдли — 950 тыс.
По переписи 2000 года, в Китае на лису говорили 634,9 тыс. чел., по оценке Д. Брэдли — 650 тыс. В Китае лису распространён в основном в верхне-среднем течении рек Нуцзян (Салуин) и Ланьцанцзян (Меконг). Значительную часть населения они составляют в Нуцзян-Лисуском автономном округе и в Вэйси-Лисуском автономном уезде (Дечен-Тибетского АО) на северо-западе провинции Юньнань.
В Мьянме на лису говорят 157 тыс. чел. (2009, оценка), по оценке Д. Брэдли — почти 300 тыс.. В Мьянме лису распространён на северо-востоке в штате Качин и на востоке — в штате Шан.
В Таиланде на лису говорят 18 тыс. чел., по оценке Д. Брэдли — 35 тыс. Он распространён отдельными островками на северо-западе Таиланда в провинциях Чианграй, Чиангмай, Мэхонгсон, Так, Сукхотхай, Кампхэнгпхет.
На северо-востоке Индии на лису говорят 2,4 тыс. чел., в штате Аруначал-Прадеш.
В Лаосе на лису говорят несколько сот человек.

### Социолингвистические сведения
Среди лису Китая язык активно используется всеми возрастными группами населения, также используется в администрации, церкви и двуязычном образовании в школах. На нём издаются газеты и ведутся радиопрограммы. В Мьянме и Таиланде как первый язык используют 30—60 % и 5—10 % соответственно, как вторым языком в обеих странах владеет от 50 до 75 % представителей лису.
На территории КНР в качестве второго языка используют китайский, также около 150 тысяч человек владеют языками бай, тибетским, наси, тай-лы или качинским.
Как второй язык используется большинством цзайва (официально включены в состав цзинпо), дулунами, пуми, северными пуми (официально включены в состав тибетцев), частью раванг, ну и цзауцзоу (Zauzou, официально включены в состав ну), а также небольшой частью байцев.

## Диалекты
Распадается на несколько диалектов, но диалектное членение не до конца изучено.
Д. Брэдли выделяет три основных наречия:
- северный лису (чёрный лису, лонэ, лову) — северо-запад Юньнани, крайний север Мьянмы и Индия
- центральный лису (щящя, «цветочный» лису, хуа-лису) — запад Юньнани и прилегающие районы северо-восточной Мьянмы
- южный лису (лошы, жёлтый лису) — восточная Мьянма (штат Шан), крайний юго-запад Юньнани и Таиланд

Все наречия взаимопонимаемы, хотя степень взаимопонимания между диалектами южным и остальными наречиями несколько ниже. Кроме того, следует учитывать, в разных странах культурные заимствования происходят из разных языков, что также влияет на понимание в отдельных сферах.
К лису близок язык лолопо, на котором говорят группы липо (Lipho, «восточный лису»; 200 тыс.; треть из них записаны в национальность лису, остальные — центральные и) и лолопо (Lolopho, 300 тыс.; официально — центральные и) в центральной Юньнани и юго-восточной Сычуани. Как утверждают липо и лолопо, они могут более-менее понимать лису, но лису их не понимают. К этим двум языкам близки также языки мича и ламу, все вместе образующие центральную подгруппу лолойской группы лоло-бирманских языков.
В литературе упоминаются также названия некоторых других диалектов, например, кесопо, косопхо, ну-чиан, которые, видимо, являются более мелкими диалектами в составе трёх крупных наречий.

## Письменность

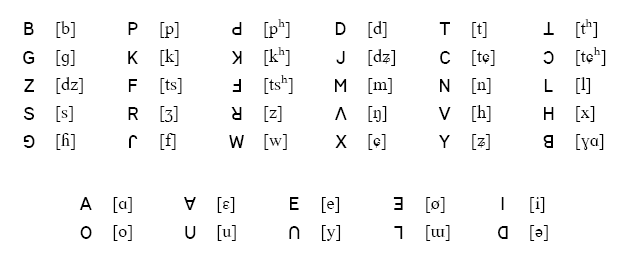
Алфавит Фрейзера

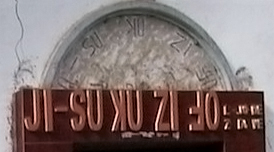
Вывеска на церкви лису, выполненная алфавитом Фрейзера.

В начале XX века было разработано три письменности для языка лису. Две из них, алфавитные, были созданы протестантскими миссионерами, третья, слоговая, — крестьянином Ван Жэньпо (Wang Renpo) из уезда Вэйси. Из них наибольшее распространение получил алфавит, созданный около 1915 года Джеймсом У. Фрейзером, миссионером Китайской континентальной миссии. В 1957 году китайскими лингвистами был создан новый алфавит на смешанной основе, заменённый в 1964 году алфавитом на основе пиньиня. Но большинство лису продолжали использовать алфавит Фрейзера, и в 1992 году он был официально признан китайским правительством. С тех пор его использование поощряется. В 1999 году на нём могло читать 150 тысяч, писать — 30 тысяч человек. Кроме того, среди липо используется письмо Полларда, первоначально разработанное для языка мяо.
Алфавит Фрейзера представляет собой видоизменённый латинский алфавит, включающий 41 букву (31 — для обозначения согласных, 10 — для гласных) и 7 диакритических знаков — 4 для обозначения тонов, два — для напряжённости и знак назализации. Направление письма — слева направо, диакритические знаки записываются справа от соответствующих букв. Характерной чертой является использование перевёрнутых букв для обозначения звуков, преимущественно близких к тем, которые обозначались соответствующей буквой в прямом написании. Например, F и Ⅎ, обозначают звуки [ʦ] и [ʦʰ], соответственно.

## Фонология
Вокализм представлен 10 или 11 основными фонемами и двумя дифтонгоидами [ja] и [wa]:
|          | передние | передние | средние | задние | задние |
| неогубл. | огубл.   | неогубл. | средние | огубл. |        |
| верхние  | i ɿ      | y        |         | ɯ      | u      |
| средние  | e        | ø        |         | ɤ      | ɔ      |
| нижние   | æ        |          | a       |        |        |

Консонатизм представлен 39 фонемами:
|                     |                         | Губно-губные | Альвеолярные | Палато-альвеолярные | Палатальные | Велярные | Глоттальные |
| Смычные             | Глухие непридыхательные | p            | t ʦ          | ʧ                   | ʨ           | k        | ʔ           |
| Смычные             | Глухие придыхательные   | pʰ           | tʰ ʦʰ        | ʧʰ                  | ʨʰ          | kʰ       |             |
| Смычные             | Звонкие                 | b            | d ʣ          | ʤ                   | ʥ           | g        |             |
| Глухие фрикативные  | Глухие фрикативные      | f            | s            | ʃ                   | ɕ           | x        | h           |
| Звонкие фрикативные | Звонкие фрикативные     | v            | z            | ʒ                   | ʑ           | ɣ        |             |
| Носовые             | Носовые                 | m            | n            |                     | ɲ           | ŋ        | h̃           |
| Аппроксиманты       | Аппроксиманты           | w            | l ɹ          |                     | j           |          |             |

Лису — тоновый язык. Система тонов представлена тремя регистровыми тонами — высоким (55), средневысоким (44) и средним (33) и двумя контурным — нисходящим (21), называемым также низким, и восходящим (35).